# Tulák po hvězdách (album, Progres 2)
Tulák po hvězdách je osmé studiové album brněnské rockové skupiny Progres 2. Vydáno bylo v listopadu 2018 vydavatelstvím Indies Scope.

## Popis a historie
Deska Tulák po hvězdách, která vyšla v roce 2018, je prvním studiovým albem skupiny Progres od projektu Otrava krve z roku 1990. Podobně jako ostatní desky skupiny je i tato nahrávka konceptuálním monotematickým albem. Hudebníci tentokrát využili námět románu Tulák po hvězdách od Jacka Londona, což je lidský příběh o svobodě. Pavel Váně předložil téma Londonova Tuláka po hvězdách svým spoluhráčům v kapele v roce 2003 a postupně ho skupina rozpracovala. Dlouhou dobu trvalo hledání textaře.
Album obsahuje 17 skladeb, které byly nahrány mezi červnem a zářím 2018 v mikulovském studiu Cox Davida Kollera v produkci Pavla Váněho. Autorem přebalu je Václav Houf. Hudbu napsali členové skupiny, texty pochází od baskytaristy skupiny Lidopop Martina Kudličky a básníka Ivana Petlana. Píseň „Moře“ byla zveřejněna v říjnu 2018 jako singl. Deska, na které hraje i několik hostů, včetně bývalého člena Emanuela Sideridise, byla vydána v listopadu 2018 při příležitosti 50. výročí založení skupiny, které bylo slaveno také výročními koncerty a televizním dokumentem. DvojLP verze alba obsahuje na nevyužité čtvrté straně také jednu „garážovou“ nahrávku skupiny The Progress Organization, předchůdce Progres 2, z roku 1969 (titulní píseň z debutového EP Klíč k poznání) a tři amatérsky nahrané písně z koncertu téže kapely z roku 1970.

## Seznam skladeb
| Pořadí         | Název          | Hudba          | Text           | Délka |
| -------------- | -------------- | -------------- | -------------- | ----- |
| 1.             | Výš – prolog   | Váně           | Kudlička       | 3:38  |
| 2.             | Rudá zloba     | Váně, Kluka    | Kudlička       | 1:55  |
| 3.             | Můra           | Váně           | Kudlička       | 4:01  |
| 4.             | Bezpráví       | Morávek        | Kudlička       | 4:13  |
| 5.             | V lisu         | Kluka          | Kudlička       | 4:15  |
| 6.             | Cesta ven      | Kluka, Váně    | Kudlička       | 4:02  |
| 7.             | Malá smrt      | Morávek        | Kudlička       | 4:24  |
| 8.             | Poznám tě      | Dragoun        | Kudlička       | 3:01  |
| 9.             | Moře           | Kluka          | Kudlička       | 4:01  |
| 10.            | Paní Óm        | Váně           | Kudlička       | 3:52  |
| 11.            | Tvůj kód       | Dragoun        | Kudlička       | 5:00  |
| 12.            | Vracím se      | Pelc           | Kudlička       | 4:09  |
| 13.            | Arunga         | Kluka          | Petlan         | 2:35  |
| 14.            | Igar           | Dragoun        | Petlan         | 2:39  |
| 15.            | Selpa          | Váně           | Petlan         | 2:09  |
| 16.            | Planý žvást    | Kluka          | Kudlička       | 3:03  |
| 17.            | Blues          | Kluka          | Kudlička       | 3:23  |
| Celková délka: | Celková délka: | Celková délka: | Celková délka: | 60:43 |

| Bonusové skladby The Progress Organization na LP | Bonusové skladby The Progress Organization na LP                       | Bonusové skladby The Progress Organization na LP | Bonusové skladby The Progress Organization na LP | Bonusové skladby The Progress Organization na LP |
| Pořadí                                           | Název                                                                  | Hudba                                            | Text                                             | Délka                                            |
| ------------------------------------------------ | ---------------------------------------------------------------------- | ------------------------------------------------ | ------------------------------------------------ | ------------------------------------------------ |
| 1.                                               | Klíč k poznání („garážová“ nahrávka z roku 1969 (z EP Klíč k poznání)) | Sochor                                           | Jemelka                                          | 7:40                                             |
| 2.                                               | Time (amatérský záznam z koncertu ve Šlapanicích 1970)                 | Kluka                                            | Trejtnar                                         | 4:30                                             |
| 3.                                               | Snow in My Shoes (amatérský záznam z koncertu ve Šlapanicích 1970)     | Kluka                                            | Trejtnar                                         | 3:00                                             |
| 4.                                               | People Get Ready (amatérský záznam z koncertu ve Šlapanicích 1970)     | Mayfield                                         | Mayfield                                         | 6:49                                             |

## Obsazení
Progres 2
- Roman Dragoun – zpěv, klávesy
- Zdeněk Kluka – zpěv, bicí, klávesy, flétny
- Miloš Morávek – elektrická kytara, kytarový syntezátor
- Pavel Pelc – zpěv, baskytara
- Pavel Váně – zpěv, elektrická kytara, akustická kytara, slide kytara, klávesy

Hosté
- Dorota Barová – cello, zpěv
- Jan Kluka – djembe
- Emanuel Sideridis – basa (skladba „Výš – prolog“[1])
- Petr Jirák – tuba, instrumentace dechové sekce
- Lukáš Daněk – trumpeta
- Petr Kovařík – flétna, tenorsaxofon
- Jan Pospíšil – trombon
- Kristýna Ratajová – lesní roh
- Pájova rodina – „joj“